# Whittingham, New Jersey
Whittingham är en ort i Middlesex County i delstaten New Jersey, USA.